# Gai (Rússia)

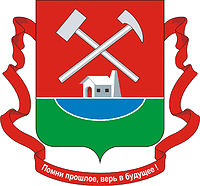
Brasão de Armas

Gai (em russo: Гай) é uma cidade na oblast de Oremburgo, Rússia.